# Дорошенко, Семён Александрович
Семён Алекса́ндрович Дороше́нко (1 февраля 1889, Таганрог — ?) — русский архитектор, один из мастеров московского модерна.
В 1914 году окончил Московское училище живописи, ваяния и зодчества со званием архитектора. Главным образом работал помощником на постройках зданий по проектам архитектора И. Г. Кондратенко. Выполнил конкурсный проект здания музея им. Гарелина в Иваново-Вознесенске, получив 1-ю премию. Возможно, С. А. Дорошенко получил также 1-ю премию на конкурсе проектов колокольни Рогожского кладбища (в отчете о конкурсе победителем назван Дорохин). Судьба зодчего после 1914 года неизвестна.

## Постройки в Москве
- Доходный дом А. Г. Заварской (1912—1913, Потаповский переулок, 12), совместно с арх. И. Г. Кондратенко
- Доходный дом Вешнякова (1912—1914, Малая Бронная улица, 32), совместно с арх. И. Г. Кондратенко
- Доходный дом (1913—1914, Малый Казённый переулок, 10, 12, 12а), совместно с арх. И. Г. Кондратенко
- Доходный дом Г. А. Гордон (1913—1914, Улица Малая Молчановка, 8), совместно с арх. В. Н. Волокитиным и И. Г. Кондратенко